# Vinci Airports
VINCI Airports est une filiale de VINCI, branche du groupe VINCI, qui assure le développement et l'exploitation de plateformes aéroportuaires. L'entreprise développe, finance, construit, exploite un réseau de plus de 70 aéroports dans 14 pays : 12 en France, 10 au Portugal, 8 au Brésil, 4 aux États-Unis, 2 au Cambodge, 3 au Japon, 6 en République dominicaine, 1 au Chili, 1 en Serbie, 3 au Royaume-Uni, 1 au Costa Rica, 7 au Cap Vert et 1 en Hongrie. VINCI Airports est le principal actionnaire du premier groupe aéroportuaire mexicain, Grupo Aeroportuario del Centro Norte (OMA), qui opère 13 aéroports au Mexique.
Premier acteur aéroportuaire privé mondial, l’ensemble des plates-formes VINCI Airports représente un trafic annuel total de plus de 318 millions de passagers en 2024, et desservi par plus de 300 compagnies aériennes. En 2024, VINCI Airports est le concessionnaire de 11 aéroports en France (classement en fonction du trafic de passagers) : 
Lyon-Saint-Exupéry ; Nantes Atlantique ; Rennes Bretagne ; Aéroport de Toulon - Hyères ; Clermont-Ferrand Auvergne ; Grenoble-Isère ; Lyon-Bron ; Chambéry - Savoie ; Saint-Nazaire - Montoir ; Aéroport d'Annecy Haute-Savoie Mont-Blanc ; Pays d'Ancenis; Dinard Bretagne
VINCI Airports est également actionnaire d’Aéroports de Paris à hauteur de 8%.

## Historique et développement
En 1995, VINCI Airports obtient sa première concession aéroportuaire. Un contrat est signé, via sa filiale Cambodia Airports, jusqu’en 2040 pour les aéroports de Phnom Penh et Siem Reap. Depuis 2006, VINCI Airports est également concessionnaire d’un troisième aéroport international au Cambodge : celui de Sihanoukville.
La France ouvre alors sa gestion aéroportuaire aux délégations de service public. VINCI Airports remporte son premier appel d’offres pour l’aéroport de Grenoble en 2003, puis un deuxième en 2004, pour l’aéroport de Chambéry.
VINCI Airports est désigné comme concessionnaire du futur et controversé Aéroport du Grand Ouest implanté à Notre-Dame-des-Landes dans le Nord de Nantes en remplacement de l'aéroport actuel devenu trop petit. À la suite de l'abandon du projet, ce contrat est résilié en juin 2022. L'indemnisation future de l'entreprise n'est pas connue à ce jour, mais des articles de presse ont évoqué des montants variables, allant de plusieurs centaines de millions à un milliard d'euros. 
En 2008 Nicolas Notebaert est nommé président.
L’acquisition d’ANA en 2013 par VINCI Airports marque un tournant vers une plus grande internationalisation des activités,. Par cette acquisition, VINCI Airports obtient la concession au Portugal des aéroports de (classement en fonction du trafic de passagers) : Madère : (Porto Santo,Madère Funchal), Les Açores (Flores, Horta, Ponta Delgada, Santa Maria), Beja.
VINCI Airports s’installe au Chili en 2015. Le consortium Nuevo Pudahuel, composé de VINCI Airports (40 %), Aéroports de Paris (45 %) et Astaldi (15 %), reprend l’exploitation de l’aéroport de Santiago du Chili pour 20 ans.
C’est également en 2015 que VINCI Airports et son associé Orix sont désignés concessionnaires pressentis des aéroports internationaux du Kansai et d'Osaka pour une durée de 44 ans à partir du 1er avril 2016.
En 2015, VINCI Airports acquiert la société Aerodom, concessionnaire de 6 aéroports en République Dominicaine, jusqu’en mars 2030. VINCI Airports reprend les concessions des aéroports de (classement en fonction du trafic de passagers) : Las Americas, Gregorio Luperon, Presidente Juan Bosch, Dr. Joaquín Balaguer, Arroyo Baril, Maria Montez.
En 2016, les Aéroports de Lyon (ADL) sont intégrés dans le réseau VINCI Airports. Le consortium composé de VINCI Airports, la Caisse des Dépôts et Crédit Agricole Assurances acquiert 60 % du capital d’ADL, société titulaire d’un contrat de concession à échéance du 31 décembre 2047 pour les aéroports de Lyon Saint-Exupéry et de Lyon Bron. L’Aéroport de Lyon-Saint Exupéry, avec ses 11 millions de passagers en 2019, est le plus grand aéroport du réseau en France.
En 2017, VINCI Airports annonce la reprise de l'aéroport international de Salvador de Bahia au Brésil. La même année, le consortium composé de Vinci Airports, d'Orix Corporation et de Kansai Airports est désigné par la ville de Kobe, attributaire pressenti d'un contrat de concession d'une durée de 42 ans pour l'aéroport de Kobe.
En 2018, VINCI Airports signe le contrat de concession de l'aéroport de Belgrade et devient officiellement concessionnaire en décembre 2018 pour une durée de 25 ans. En avril 2018, VINCI Airports annonce l'acquisition d'Airports Worldwide, entreprise américaine de concessions d'aéroports et devient ainsi concessionnaire de 8 aéroports dont l'aéroport de Belfast, l'aéroport de Stockholm-Skavsta, l'aéroport d'Orlando-Sanford, l'aéroport Daniel-Oduber-Quirós,.
En décembre 2018, VINCI Airports conclut un accord sur le rachat aux actionnaires actuels de 50,01 % des parts de Gatwick Airport Limited, société propriétaire de l'aéroport de Londres-Gatwick, lui permettant d'en devenir l'actionnaire majoritaire, pour 3,2 milliards d'euros.
En 2021, VINCI Airports remporte la concession de 7 nouveaux aéroports (Manaus, Tabatinga, Téfé, Cruzeiro do Sul, Porto Velho, Rio Branco, Boa Vista), dans la région amazonienne du nord du Brésil, pour 30 années.
En décembre 2022, VINCI Airports acquiert 30% do OMA (Grupo Aeroportuario del Centro Norte), premier opérateur aéroportuaire mexicain, qui opère 13 aéroports dans ce pays.
En juillet 2023, VINCI Airports boucle le financement de la concession des 13 aéroports du Cap-Vert et en reprend l’exploitation. Sur une durée de 40 ans, VINCI Airports et sa filiale portugaise ANA (respectivement 70 % et 30 % de la société concessionnaire) auront la charge du financement, de l'exploitation, de la maintenance, de l'extension et de la modernisation de ces plateformes.
En juin 2024, les aéroports d’Édimbourg et de Budapest rejoignent le réseau VINCI Airports.

## Filiales
Les filiales de la société en 2022 :
- SEAGI – aéroport de Grenoble 100 %
- SEACA – aéroport Chambéry 100 %
- SEACFA – aéroport de Clermont-Ferrand 100 %
- SEAPA – aéroport du Pays d’Ancenis 100 %
- SEATH – aéroport de Toulon-Hyères
- ANA - Aeroportos de Portugal 100 %
- Aeropuertos Dominicanos Siglo XXI (Aerodom) 100 %
- Concessionária do Aeroporto de Salvador S.A. 100 %
- Concessionária dos Aeroportos da Amazônia S.A. 100 %
- Aéroports du Grand Ouest 85 %
- Cambodia Airports 70 %
- SEARD – aéroports de Rennes et de Dinard 49 %
- Nuevo Pudahuel 40 %
- Kansai Airports 40 %
- Aéroports de Lyon 31 %
- Gatwick Airport Limited 50,01 %
- Aéroport d'Annecy Mont-Blanc 100 %
- Belfast International 100 %
- Aéroport de Belgrade 100 %
- Aéroport de Guanacaste 45 %

## Concessions
En 2024, VINCI Airports a vu transiter plus de 318 millions de passagers à travers toutes ses concessions. 
| Ville            | Nom                                       | Depuis | Durée (ans) | Passagers 2024 (millions) |
| ---------------- | ----------------------------------------- | ------ | ----------- | ------------------------- |
| Lyon             | Aéroport de Lyon-Saint-Exupéry            | 2016   | 31          | 10,48                     |
| Lyon             | Aéroport de Lyon-Bron                     | 2016   | 31          |                           |
| Nantes           | Aéroport de Nantes-Atlantique             | 2010   | 55          | 7                         |
| Rennes           | Aéroport de Rennes-Bretagne               | 2010   | 14          | 0,511                     |
| Toulon           | Aéroport de Toulon-Hyères                 | 2015   | 25          | 0,291                     |
| Clermont-Ferrand | Aéroport de Clermont-Ferrand-Auvergne     | 2014   | 16          | 0,229                     |
| Grenoble         | Aéroport de Grenoble-Alpes-Isère          | 2008   | 17          | 0,247                     |
| Chambéry         | Aéroport de Chambéry - Savoie-Mont-Blanc  | 2013   | 16          | 0,178                     |
| Saint-Malo       | Aéroport Dinard Bretagne                  | 2010   | 24          |                           |
| Saint-Nazaire    | Aéroport de Saint-Nazaire - Montoir       | 2010   | 55          |                           |
| Annecy           | Aéroport d'Annecy Haute-Savoie Mont-Blanc | 2022   | 15          |                           |

| Pays                   | Nom                                          | Depuis | Durée (ans) | Passagers 2018 (millions) |
| ---------------------- | -------------------------------------------- | ------ | ----------- | ------------------------- |
| Royaume-Uni            | Aéroport de Londres-Gatwick                  | 2019   |             | 32,839                    |
| Royaume-Uni            | Aéroport international de Belfast            | 2018   |             | 4,819                     |
| États-Unis             | Orlando Sanford International Airport        | 2018   |             | 2,8                       |
| États-Unis             | Aéroport Hollywood Burbank                   | 2018   |             | 5,9                       |
| États-Unis             | Aéroport Atlantic City International         | 2018   |             | 0,957                     |
| États-Unis             | Macon Downtown Airport (en)                  | 2018   |             |                           |
| États-Unis             | Middle Georgia Regional Airport (en)         | 2018   |             |                           |
| Serbie                 | Aéroport Nikola-Tesla de Belgrade            | 2018   | 25          | 5,61                      |
| Brésil                 | Aéroport international de Salvador de Bahia  | 2017   | 30          | 6,683                     |
| Brésil                 | Aéroport de Manaus                           | 2022   | 30          |                           |
| Brésil                 | Aéroport de Rio Braco                        | 2022   | 30          | 2,824                     |
| Brésil                 | Aéroport de Boa Vista                        | 2022   | 30          | 0,393                     |
| Brésil                 | Aéroport de Cruzeiro do Sol                  | 2022   | 30          | 0,393                     |
| Brésil                 | Aéroport de Tabatinga                        | 2022   | 30          |                           |
| Brésil                 | Aéroport de Tefé                             | 2022   | 30          |                           |
| Brésil                 | Aéroport de Porto Velho                      | 2022   | 30          | 0,746                     |
| Costa Rica             | Aéroport Daniel-Oduber-Quirós                | 2018   | 12          | 1,44                      |
| Japon                  | Aéroport de Kobe                             | 2018   | 42          | 2,7                       |
| Japon                  | Aéroport international du Kansai             | 2015   | 44          | 7,939                     |
| Japon                  | Aéroport international d'Osaka               | 2015   | 44          | 11,521                    |
| Chili                  | Aéroport international Arturo-Merino-Benítez | 2015   | 20          | 18,74                     |
| Portugal               | Aéroport Humberto Delgado de Lisbonne        | 2013   | 50          | 28,262                    |
| Portugal               | Aéroport de Porto-Francisco Sá-Carneiro      | 2013   | 50          | 12,638                    |
| Portugal               | Aéroport de Faro                             | 2013   | 50          | 8,171                     |
| Portugal               | Aéroport de Funchal                          | 2013   | 50          |                           |
| Portugal               | Aéroport de Ponta Delgada                    | 2013   | 50          |                           |
| Portugal               | Aéroport de Horta                            | 2013   | 50          |                           |
| Portugal               | Aéroport de Porto Santo                      | 2013   | 50          | 4,094                     |
| Portugal               | Aéroport de Santa Maria                      | 2013   | 50          |                           |
| Portugal               | Aéroport de Flores                           | 2013   | 50          | 2,547                     |
| Portugal               | Aéroport de Beja                             | 2013   | 50          |                           |
| République dominicaine | Aéroport international Las Américas          | 2010   | 30          | 5,156                     |
| République dominicaine | Aéroport international Gregorio-Luperón      | 2010   | 30          | 0,661                     |
| République dominicaine | Aéroport international El Catey              | 2010   | 30          | 0,061                     |
| République dominicaine | Aéroport international Dr. Joaquin Balaguer  | 2010   | 30          | 0,083                     |
| République dominicaine | Aéroport international Arroyo Barril         | 2010   | 30          |                           |
| République dominicaine | Aéroport international María-Montez          | 2010   | 30          |                           |
| Cambodge               | Aéroport international de Sihanoukville      | 2006   | 35          | 0,039                     |
| Cambodge               | Aéroport international de Siem Reap-Angkor   | 1995   | 45          | 0,372                     |
| Cambodge               | Aéroport international de Phnom Penh         | 1995   | 45          | 1,971                     |

## Résultats
| Année | Chiffre d'affaires (en millions d'euros) |
| ----- | ---------------------------------------- |
| 2014  | 717                                      |
| 2015  | 820                                      |
| 2016  | 1 050                                    |
| 2017  | 1 400                                    |
| 2018  | 1 600                                    |
| 2021  | 1 188                                    |
| 2022  | 2 679                                    |
| 2023  | 3 947                                    |
| 2024  | 4 526                                    |